# انووی ایر
انووی ایر (به انگلیسی: Envoy Air)، شرکت هواپیمایی آمریکایی است، که در سال ۱۹۸۴ با ادغام چندین خطوط هوایی منطقه‌ای، تحت نام امریکن ایگل ایرلاینز، به‌عنوان زیرمجموعه‌ای از امریکن ایرلاینز تأسیس شد و در حال حاضر روزانه به ۱۶۰ مقصد در ایالات متحده آمریکا، کانادا، مکزیک و کارائیب پروازهای مستقیم دارد.
دفتر مرکزی شرکت انووی ایر در شهر ایروینگ، تگزاس قرار دارد و فرودگاه بین‌المللی دالاس-فورت ورث، فرودگاه بین‌المللی جان اف کندی، فرودگاه بین‌المللی میامی و فرودگاه بین‌المللی اوهر شیکاگو، قطب‌های این شرکت هواپیمایی به‌شمار می‌آیند. این شرکت در حال حاضر در ناوگان هوایی خود، دارای ۲۶۴ فروند هواپیمای جت مسافربری می‌باشد.